# Гальперин, Морис
Морис Гальперин (англ. Maurice Hyman Halperin, 3 марта 1906 — 9 февраля 1995) — американский писатель, профессор, дипломат и советский шпион.

## Биография
Морис Гальперин родился 3 марта 1906 года в Бостоне, штат Массачусетс. В 1927 году он получил A.B. из Гарвардского колледжа, в 1939 года получил степень магистра в Университете Оклахомы, а в 1931 года - докторскую степень в Сорбонне.
В 1953 году, после расшифровки американской контрразведкой советских секретных кодов, Морис Гальперин бежал в Мексику, а затем, чтобы избежать экстрадиции, — в СССР. Там он познакомился с Доналдом Маклейном и Эрнесто Геварой.
Разочаровавшись в «реальном социализме» Советского Союза, Гальперин принял предложение Че Гевары отправиться в Гавану в 1962 года Там он работал пять лет, пока не был уволен и не уехал в Ванкувер. После этого он стал профессором политических наук и написал несколько книг, критикующих правительство Фиделя Кастро и общественно-политическую ситуацию на Кубе.

## Личная жизнь и смерть
Морис женился и имел двоих детей.
Морис Гальперин умер в возрасте 88 лет 9 февраля 1995 года от инсульта в больнице Королевской Колумбии недалеко от Ванкувера, Канада.